# Massimo Natili
Massimo Natili (Ronciglione, província de Viterbo, Regne d'Itàlia, 28 de juliol del 1935 - Viterbo, 19 de setembre de 2017) va ser un pilot de curses automobilístiques italià, que va arribar a disputar curses de Fórmula 1.

## A la F1
Va debutar a la cinquena cursa de la temporada 1961 (la dotzena temporada de la història) del campionat del món de la Fórmula 1, disputant el 15 de juliol del 1961 el GP de la Gran Bretanya al Circuit d'Aintree.
Massimo Natili va participar en un total de dues proves puntuables pel campionat de la F1, disputades a la mateixa temporada (1961) no aconseguint finalitzar cap cursa i no assolí cap punt pel campionat del món de pilots.

## Resultats a la Fórmula 1
| Any  | Equip               | Xassís | Motor    | 1   | 2   | 3   | 4   | 5       | 6   | 7       | 8   | Posició | Punts |
| ---- | ------------------- | ------ | -------- | --- | --- | --- | --- | ------- | --- | ------- | --- | ------- | ----- |
| 1961 | Scuderia Centro Sud | Cooper | Maserati | MON | HOL | BEL | FRA | GBR Ret | ALE | ITA NVQ | USA | -       | 0     |

### Resum
| Curses: | Victòries: | Pòdiums: | Poles: | Voltes ràpides: | Punts: |
| ------- | ---------- | -------- | ------ | --------------- | ------ |
| 2       | 0          | 0        | 0      | 0               | 0      |